# Idiommata
Idiommata es un género de arañas migalomorfas de la familia Barychelidae. Se encuentra en Australia.

## Lista de especies
Según The World Spider Catalog 11.5:
- Idiommata blackwalli (O. Pickard-Cambridge, 1870)
- Idiommata fusca L. Koch, 1874
- Idiommata iridescens (Rainbow & Pulleine, 1918)
- Idiommata scintillans (Rainbow & Pulleine, 1918)